# Goleni
Goleni è un comune della Moldavia situato nel distretto di Edineț di 1.239 abitanti al censimento del 2004